# Gare de Belgodère
Gare de Belgodère vasútállomás Franciaországban, Belgodère településen.

## Vasútvonalak
Az állomást az alábbi vasútvonalak érintik:
- Ponte-Leccia-Calvi-vasútvonal

## Kapcsolódó állomások
A vasútállomáshoz az alábbi állomások vannak a legközelebb:
- Gare de PK 79 + 800
- Gare du Regino